# سانتا ماریا دل مولیزه
سانتا ماریا دل مولیزه (به ایتالیایی: Santa Maria del Molise) یک کومونه در ایتالیا است که در استان ایسرنیا واقع شده‌است. سانتا ماریا دل مولیزه ۱۷ کیلومتر مربع مساحت و ۶۵۳ نفر جمعیت دارد.